# معالجة بالأكسجين عالي الضغط
المعالجة بالأكسجين عالي الضغط  (يرمز لها HBOT من hyperbaric oxygen therapy) هو أسلوب علاجي طبي يستخدم مستويات مرتفعة وعالية من غاز الأكسجين بشكل أكبر مما هو عليه في الضغط الجوي. يصنف هذا النوع من العلاج على العموم تحت اسم التطبيب بالضغط العالي.
يوضع المريض في حجرة تدعى حجرة الضغط العالي تُزوَّد 100% بغاز الأكسجين، ويقوم بمراقبتها أحد أفراد الطاقم الطبي المدربين. يستخدم هذا الأسلوب لعلاج حالات مرضيّة مثل التسمم بأحادي أكسيد الكربون والغنغرينا الغازيّة (أو الموات الغازي) ومرض تخفيف الضغط.

## مجالات الاستخدام
يتضمن التطبيب بالضغط العالي المعالجة بالأكسجين عالي الضغط، إذ تُعطى كميات مرتفعة من الأكسجين بشكل أكبر مما هو عليه في الضغط الجوي، ما يزيد من توافره في الجسم، ويتضمن أيضًا أسلوب إعادة الضغط العلاجي الذي ينطوي على زيادة الضغط الجوي المحيط بالشخص -وهو غواص عادةً- لعلاج مرض تخفيف الضغط أو الانصمام الهوائي للتخلص من الفقاعات الغازية التي تشكلت داخل الجسم.

## الاستخدامات الطبية
نشرت الجمعية الطبية للتطبيب بالضغط العالي وعلاج الحالات الناجمة عن الغوص (يُرمز لها إتش يو إم إس HUMS) في الولايات المتحدة قوائم التشاخيص والحالات الموافَق على تقديم التعويضات لها وتسديد تكاليف علاجها باستخدام المعالجة بالأكسجين عالي الضغط في المستشفيات والعيادات. ومن الاستطبابات التي وافقت لجنة العلاج على معالجتها وتعويضها  ما يلي:
- الانصمام الهوائي أو الغازي.
- التسمم بأحادي أكسيد الكربون، الذي قد يختلط بالتسمم بالسيانيد.[6][7]
- انسداد الشريان الشبكي المركزي.[8][9][10]
- الالتهاب العضلي بالمطثيات، والنخر العضلي (أو الغنغرينا الغازية).[11]
- الإصابات الهرسية ومتلازمة الحيّز وغيرها من الإصابات الإقفارية الرضحية الحادة.[12][13]
- مرض تخفيف الضغط.[14]
- تعزيز الشفاء في بعض الأمراض، مثل الأمراض الناجمة عن الداء السكري كالقدم السكرية واعتلال الشبكية السكري واعتلال الكلى السكري.[15]
- فقر الدم.[16]
- فقد السمع العصبي الحسي المفاجئ مجهول السبب.[17]
- الخراج داخل القحف (أو الجمجمة).[18]
- الفطار العفني، خاصةً في توضعه المخي الأنفي عند مرضى داء السكري.[19]
- إصابات الأنسجة الرخوة الناخرة (التهاب اللفافة الناخر).[20]
- التهاب العظم والنقي.[21]
- الأذيات الإشعاعية الآجلة (الأنسجة الرخوة ونخر العظام).[22]
- استخدام الطعوم والشرائح الجلدية.[23]
- الحروق الحرارية.[24]

ما تزال الأدلة غير كافية لاستخدام المعالجة بالأكسجين عالي الضغط عند مرضى التوحد والسرطان والداء السكري والإيدز (الإصابة بفيروس العوز المناعي البشري) وألزهايمر والربو وشلل بيل والشلل الدماغي والشقيقة (الصداع النصفي) والتصلب المتعدد وباركنسون أو في أذيات الحبل الشوكي والأذيات الرياضية أو السكتات الدماغية. أثارت مُراجعة -نُشرت في عام 2016 لمؤسسة كوكرين- التساؤلات حول الأساس الأخلاقي لاستخدام المعالجة بالأكسجين عالي الضغط في التجارب السريرية المستقبلية، نظرًا لارتفاع خطر تأذي غشاء الطبل عند الأطفال الذين يعانون من اضطرابات طيف التوحد. وعلى الرغم من قلة الأدلة في عام 2015، استمر عدد الأشخاص الذين يستخدمون هذا العلاج في الارتفاع.

### مشاكل السمع
توجد أدلة محدودة على أن المعالجة بالأكسجين عالي الضغط تُحسن السمع عند المرضى الذين يعانون من فقد السمع العصبي الحسي المفاجئ (عند مراجعتهم خلال أسبوعين من فقد السمع). وتوجد بعض الدلائل على أن المعالجة بالأكسجين عالي الضغط تُحسن الطنين إذا راجع المريض خلال أسبوعين أيضًا.

### القرحات المزمنة
زادت المعالجة بالأكسجين عالي الضغط من معدل الشفاء المبكر للقرحات في القدم السكرية، لكن لا يبدو أنها تقدم الفائدة المرجوة على المدى البعيد. خاصة معدل بتر القدم عند المرضى، إذ لم يكُن هنالك اختلاف فيه. بالنسبة للقرحات الوريدية والشريانية وقرحات الضغط، ما من دليل واضح على أن المعالجة بالأكسجين عالي الضغط تُقدم تحسينًا طويل الأمد أكثر من العلاج العادي (أو المعياري).

### الأذيات الإشعاعية
توجد بعض الأدلة على أن المعالجة بالأكسجين عالي الضغط فعالة في الأذيات الإشعاعية المتأخرة للأنسجة، مثل العظام والأنسجة الرخوة في الرأس والرقبة، إذ أظهر بعض الأشخاص الذين يعانون من أذيات إشعاعية في الرأس والرقبة أو في الأمعاء تحسنًا جيدًا في نوعية حياتهم. الأهم من ذلك أنه لم يُحصل على نتائج مشابهة في الأذيات الإشعاعية للأنسجة العصبية. المعالجة بالأكسجين عالي الضغط ضرورية لبعض المرضى عند إصابة أنسجة معينة، لكن هناك حاجة إلى إجراء مزيد من البحوث والاستقصاءات لانتقاء أكثر المرضى حاجةً للعلاج ولاختيار التوقيت المناسب أيضًا.

### إعادة التأهيل العصبي
من العام 2012، لا توجد أدلة كافية تدعم استخدام المعالجة بالأكسجين عالي الضغط للمرضى الذين يعانون من أذيات رضحية (رضية) في الدماغ. لم تُظهر المعالجة بالأكسجين عالي الضغط فوائد في السكتات الدماغية. ولم تُظهر أيضًا فوائد في علاج التصلب المتعدد، والاستخدام الروتيني لها غير مُوصى به.
في مراجعة نُشرت في عام 2007 عن المعالجة بالأكسجين عالي الضغط عند مرضى الشلل الدماغي، لم تجد فرقًا بالمقارنة مع المجموعة الشاهدة (أو التجريبية). ولم تجد أيضًا الاختبارات النفسية العصبية فرقًا بين المعالجة بالأكسجين عالي الضغط والمعالجة باستخدام هواء الغرفة العادي، لكن مقدم الرعاية ذكر في تقرير له أن الأشخاص الذين تلقوا علاجًا بهواء الغرفة كانوا أفضل بكثير من ناحية حركتهم وأدائهم الاجتماعي. أُبلغ عن تعرض الأطفال الذين تلقوا علاجًا بالأكسجين عالي الضغط  لحدوث النوبات والحاجة إلى استخدام أنابيب فغر طبلة الأذن لموازنة الضغط على جانبيها، على الرغم من أن الإصابة لم تكن واضحة.

### السرطان
عُزز استخدام التطبيب بالضغط العالي في الطب البديل بمثابة علاج للسرطان. نوهت مقالة مُراجعة نُشرت في عام 2012 في مجلة علم الأورام المستهدفة إلى عدم وجود أدلة تُشير إلى أن المعالجة بالأكسجين عالي الضغط لا تحفز نمو الأورام ولا تعزز من نكسها مرة أخرى. من ناحية أخرى، توجد أدلة تُشير إلى أن استخدام المعالجة بالأكسجين عالي الضغط لها تأثيرات مثبطة للورم في بعض أنواع السرطانات. وبالتالي لا بد من توسيع نطاق المعرفة حول تأثيرات أكسجة (المعالجة بالأكسجين) الأورام وفهم آلياتها بشكل جيد. ومع ذلك، أجرت الجمعية الأمريكية للسرطان دراسةً عام 2011 لم يُذكر فيها أي دليل على فعالية الأكسجة في هذا الغرض.

### الشقيقة أو الصداع النصفي
تُشير بعض الأدلة ذات القيمة المنخفضة إلى أن المعالجة بالأكسجين عالي الضغط قد تُقلل من الألم المرتبط بصداع الشقيقة الحادة في بعض الحالات. من غير المعروف أي الأشخاص سيستفيدون من هذا العلاج، وليس هناك دليل على أن التطبيب بالضغط العالي قد يمنع حدوث الشقيقة في المستقبل. من الضروري إجراء المزيد من الأبحاث لتأكيد فعالية المعالجة بالأكسجين عالي الضغط لعلاج الشقيقة.

## اقرأ أيضاً
- العلاج بالأكسجين
- تسمم بالأكسجين